# Cumartesi Anneleri

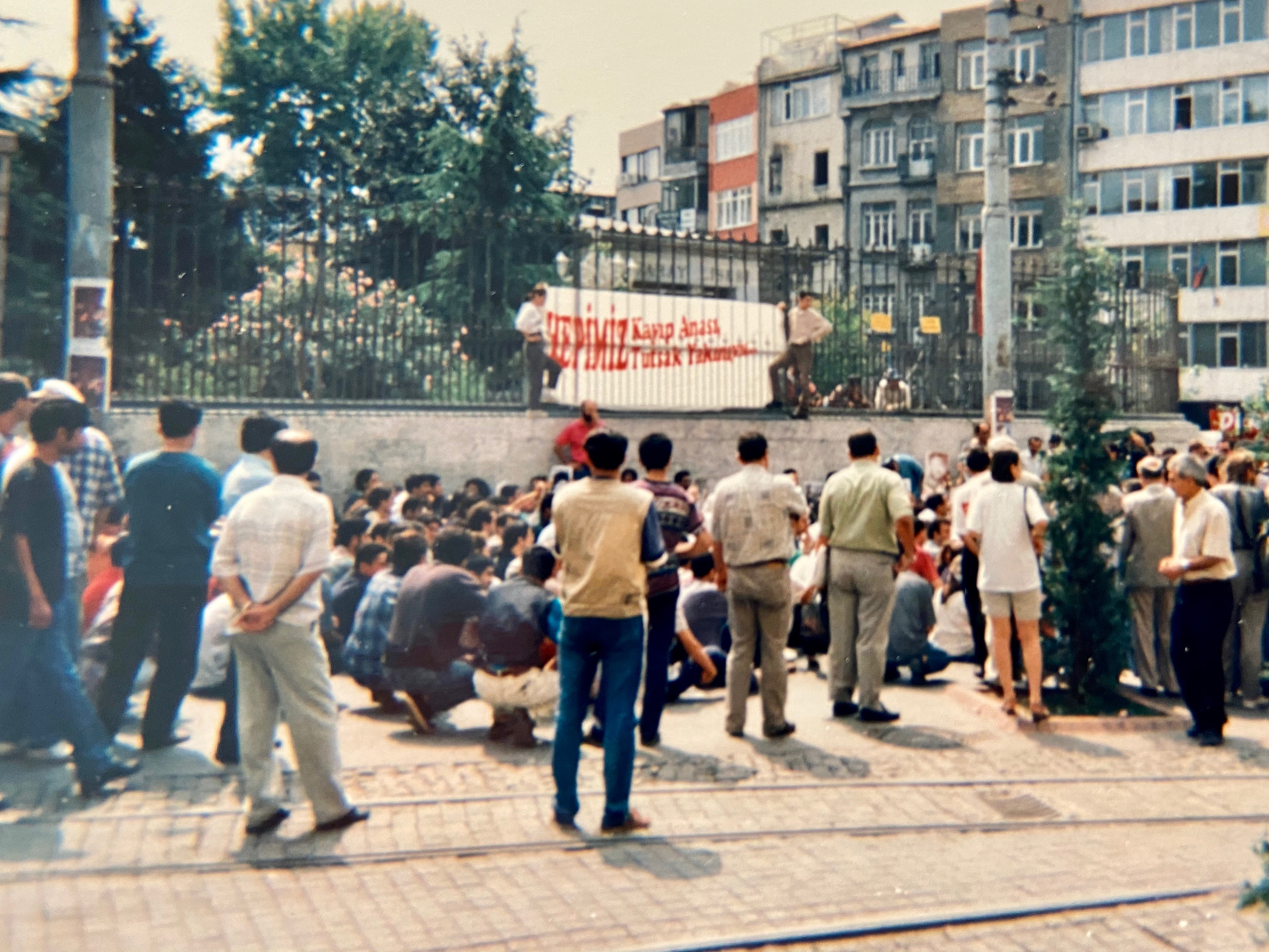
Rassemblement des Cumartesi Anneleri vers 1995 à Istanbul.

Les Cumartesi Anneleri (en français « les mères du samedi ») sont un groupe de mères et de proches de victimes de disparition forcée en Turquie, qui organisent des sit-in pacifique chaque samedi depuis le 27 mai 1995 à Galatasaray (en) à Istanbul. Elles réclament la vérité sur la disparition de leurs proches disparus ou assassinés dans les années 1990.
Ce mouvement s'inspire de celui des mères de la place de Mai, qui se réunissent en Argentine.

## Histoire

### Évènements déclencheurs
Le 12 mars 1995, une attaque armée menée par des auteurs inconnus a lieu dans un café à majorité alévie. Un chauffeur de taxi et plusieurs civils présents dans le café sont tués. D'autres quartiers sont touchés, et les évènements se poursuivent jusqu'au 15 mars 1995. Au total, 22 personnes perdent la vie, et des centaines de personnes sont blessées et arrêtées.
Parmi les personnes arrêtées, Hasan Ocak disparaît le 21 mars 1995. Ses proches le cherchent durant 55 jours, avant de retrouver son corps portant des traces de torture le 15 mai, dans une fosse commune. Le corps a été découvert par des villageois dans la forêt de Beykoz cinq jours après son arrestation. Après la découverte du corps d'Hasan, la bataille s'est transformée en une lutte pour les droits humains visant à obtenir justice pour les disparus. 
Le premier rassemblement a lieu 27 mai 1995. Un groupe de 15 à 20 personnes organisent ce jour-là un sit-in devant le square Galatasaray. 

### Lancement
C'est Nadire Mater, journaliste et l'une des représentantes du futur groupe des mères du samedi, qui lance l'idée de s'installer sur la place Galatasaray chaque samedi à la même heure, après la découverte du corps d'Hasan Ocak. Pendant le sit-in, « il n'y aurait pas de banderoles d'organisation, pas de slogans, et l'histoire d'une disparition en détention [est] racontée chaque semaine ». Inspiré par les mères qui se sont rassemblées sur la Place de Mai en Argentine pour retrouver leurs enfants détruits de force par l'administration de la junte, le nombre de participants au groupe atteint des milliers. 
Chaque samedi après-midi, les familles se rassemblent pour réclamer la vérité sur le sort de leurs proches disparus ou assassinés et justice, en brandissant en silence les portraits de leurs proches disparus.  
Les principales revendications des familles qui ont tenu leur 591ème réunion depuis 23 juillet 2016 sont la divulgation du sort des disparus enregistrés dans les archives de l'État, la poursuite des auteurs, la réglementation du crime de disparition forcée dans le Code pénal turc comme un crime contre l'humanité sans délai de prescription et signature par la Turquie de la Convention des Nations Unies sur les disparitions en détention. 
Les médias surnomment alors les personnes qui participent à ces rassemblement les « mères du samedi », en turc Cumartesi Anneleri.  

### Poursuite
Le groupe interrompt ses rassemblements hebdomadaires le 13 mars 1999 à cause de violences de la part de la police, et les reprend finalement en 2009.
Le 5 février 2011, le premier ministre Recep Tayyip Erdoğan reçoit les Cumartesi Anneleri dans son bureau du Palais de Dolmabahçe. Il leur promet de régler ce problème. Une sous-commission est créée au sein de la Commission d'enquête sur les droits de l'homme de la Grande assemblée nationale turque et un rapport est réalisé. Le dossier est rouvert en 2014, avant d'être de nouveau clos en 2020, en raison de la prescription par décision de la Cour suprême.
Le prix international Hrant Dink a été décerné aux mères du samedi en 2013.
Le 31 octobre 2015, l'ancien président uruguayen José Mujica et son épouse se joignent aux Cumartesi Anneleri à l'occasion de leur 553e rassemblement.
Pour la 700e anniversaire de rencontre de Cumartesi Anneleri, la chanson Trouve-moi mère, dont les paroles et la musique appartiennent à Ahmet Kaya, a été interprétée par Ceylan Ertem (en), Ahmet Kaya et les proches des disparus.
Le 25 août 2018 a eu lieu le 700e rassemblement des Cumartesi Anneleri. Leur regroupement est interdit par le gouverneur du district de Beyoğlu, conformément aux instructions du ministre de l'Intérieur Süleyman Soylu. Les Cumartesi Anneleri annoncent cependant sur Twitter qu'elles se rassembleront malgré l'interdiction. Elles sont dispersées de force par la police, avec du gaz poivre et des balles en caoutchouc, et des parlementaires, des membres de la presse sont également brutalisés,. 47 personnes sont arrêtées avant d'être libérées. Parmi elles, 46 sont attaquées en justice en 2020 et accusées en 2021 de « participation non armée à un rassemblement non autorisé et refus de se disperser malgré les avertissements ». Leurs rassemblements étant depuis août 2018 interdits sur la place Galatasaray, les Cumartesi Anneleri se rassemblent désormais  devant le siège de l'association pour les droits humains de Turquie.
En 2022, les Cumartesi Anneleri sont empêchées par les forces de sécurité de se rassembler au cimetière d'Altinşehir, où se trouvent les dépouilles de deux victimes de disparition forcée depuis 1995. Les quatorze personnes du rassemblement sont arrêtées avant d'être relâchées, mais sont à nouveau accusées de s'être rassemblées et de ne pas s'être dispersées malgré les sommations.  
Le 25 mai 2024, les Cumartesi Anneleri se rassemblent pour la millième fois. Elles invitent la population à déposer des oeillets sur la place Galatasaray, en présence ou de manière virtuelle.  

## Prix
- 2013 - Fondation Social-Démocratie Droits de l'Homme, Démocratie, Prix Paix et Solidarité[17]
- 2013 - Prix international Hrant Dink[18]
- 2019 - Prix PEN Turquie Duygu Asena[19]
- 2024 - Prix Tahir Elçi des Droits de l'Homme et de la Liberté[20]